# Krisztián Timár
Krisztián Timár est un footballeur international hongrois, né le 4 octobre 1979 à Budapest reconverti entraîneur.

## Palmarès
- Champion du Viêt Nam 2012